# Суку
Су́ку (басуку, кісуку, за назвою мови) — народ мовної групи банту в Центральній Африці.
Люди суку проживають у місцевостях Кванга, Моанза та Мвела на південному заході Демократичної Республіки Конго (колишній Заїр). Чисельність — 50 000 осіб (1980 рік)
Маловивчений народ. Біблію перекладено частково у 1973 році. 
Традиційні заняття — підсічно-вогневе землеробство й скотарство.